# Hoa hậu Việt Nam 2014
Hoa hậu Việt Nam 2014 là cuộc thi Hoa hậu Việt Nam lần thứ 14. Cuộc thi diễn ra từ ngày 23 tháng 11 đến 06 tháng 12 năm 2014 tại Vinpearl Land, Phú Quốc, Kiên Giang với chủ đề Văn minh sông nước và biển đảo quê hương. Cuối đêm chung kết, Hoa hậu Việt Nam 2012 Đặng Thu Thảo đến từ Bạc Liêu đã trao lại vương miện cho người kế nhiệm là Nguyễn Cao Kỳ Duyên đến từ Nam Định.
Năm nay, Hoa hậu Việt Nam được diễn ra với nhiều điểm đổi mới về mặt nội dung. Trong đó, lần đầu tiên đêm chung khảo khu vực phía Nam được tổ chức tại Bạc Liêu thay vì Thành phố Hồ Chí Minh như trước đây và các đêm chung khảo sẽ tổ chức không theo lối "chuyên môn nội bộ" như bấy lâu nay nữa mà sẽ được trình diễn ra công chúng với chương trình có chất lượng nghệ thuật cao và được phát trên truyền hình, trực tiếp hoặc phát lại băng hình.

## Kết quả

### Thứ hạng
| Kết quả                                            | Thí sinh                                         | Vị trí Quốc tế                                                                                          |
| Hoa hậu Việt Nam 2014 (Miss Universe Vietnam 2024) | - 283 – Nguyễn Cao Kỳ Duyên                      | - Top 30 – Hoa hậu Hoàn vũ 2024                                                                         |
| Á hậu 1 (Miss Grand Vietnam 2017)                  | - 289 – Nguyễn Trần Huyền My                     | - Top 10 – Hoa hậu Hòa bình Quốc tế 2017                                                                |
| Á hậu 2                                            | - 858 – Nguyễn Lâm Diễm Trang                    | |
| Top 5                                              | - 099 – Lã Thị Kiều Anh - 268 – Nguyễn Thanh Tú  | |
| Top 10                                             | - 242 – Phạm Thị Hương                           | - Tham dự – Miss ASEAN 2013 - Á hậu 1 – Hoa hậu Thể thao Thế giới 2014 - Tham dự – Hoa hậu Hoàn vũ 2015 |
| Top 10                                             | - 491 – Nguyễn Huỳnh Trúc Mai - 532 – Đỗ Thị Huệ | |
| Top 10                                             | - 680 – Nguyễn Thị Bảo Như                       | - Tham dự – Hoa hậu ASEAN 2014 - Tham dự – Hoa hậu Liên lục địa 2016                                    |
| Top 10                                             | - 716 – Trang Trần Diễm Quỳnh                    | |

### Thứ tự công bố
| 1. Phạm Thị Hương 2. Nguyễn Cao Kỳ Duyên 3. Nguyễn Huỳnh Trúc Mai 4. Nguyễn Lâm Diễm Trang 5. Trang Trần Diễm Quỳnh 6. Lã Thị Kiều Anh 7. Nguyễn Thanh Tú 8. Đỗ Thị Huệ 9. Nguyễn Thị Bảo Như 10. Nguyễn Trần Huyền My | 1. Lã Thị Kiều Anh 2. Nguyễn Cao Kỳ Duyên 3. Nguyễn Lâm Diễm Trang 4. Nguyễn Thanh Tú 5. Nguyễn Trần Huyền My |

## Giải thưởng phụ
| Giải phụ                            | Thí sinh                      |
| ----------------------------------- | ----------------------------- |
| Người đẹp Tài năng                  | - 099 - Lã Thị Kiều Anh       |
| Người đẹp Biển                      | - 283 - Nguyễn Cao Kỳ Duyên   |
| Người đẹp có gương mặt đẹp nhất     | - 858 - Nguyễn Lâm Diễm Trang |
| Người đẹp Áo Dài                    | - 491 - Nguyễn Huỳnh Trúc Mai |
| Người đẹp được bình chọn nhiều nhất | - 532 - Đỗ Thị Huệ            |
| Người đẹp có làn da đẹp nhất        | - 268 - Nguyễn Thanh Tú       |
| Trang phục dạ hội đẹp nhất          | - 289 - Nguyễn Trần Huyền My  |
| Người đẹp mái tóc                   | - 316 - Nguyễn Thị Hà         |

## Ban giám khảo
| Họ tên            | Danh hiệu, nghề nghiệp                                                                                        | Vai trò                  |
| ----------------- | --- | ------------------------ |
| Lê Cảnh Nhạc      | Tiến sĩ, nhà thơ, tổng biên tập báo Gia đình & Xã hội                                                         | Trưởng ban giám khảo     |
| Trần Hữu Việt     | Ủy viên Ban chấp hành, Trưởng ban Nhà văn trẻ Hội Nhà văn Việt Nam Trưởng ban Văn hóa – Văn nghệ báo Nhân Dân | Phó trưởng ban giám khảo |
| Trần Ly Ly        | Biên đạo múa                                                                                                  | Thành viên               |
| Lê Diệp Linh      | Bác sĩ nhân trắc học                                                                                          | Thành viên               |
| Đặng Thị Ngọc Hân | Nhà thiết kế, Hoa hậu Việt Nam 2010                                                                           | Thành viên               |

## Thí sinh

### Top 40 thí sinh chung kết
Có tổng cộng 20 thí sinh từ vòng chung khảo phía Bắc và 20 thí sinh từ vòng chung khảo phía Nam được chọn tham gia vòng chung kết:
| STT | Họ và tên thí sinh    | Tuổi | Số báo danh | Chiều cao              | Quê quán              | Thành tích                                       |
| --- | --------------------- | ---- | ----------- | ---------------------- | --------------------- | ------------------------------------------------ |
| 1   | Võ Hồng Ngọc Huệ      | 19   | 291         | 1,67 m (5 ft 5+1⁄2 in) | Phú Yên               |                                                  |
| 2   | Nguyễn Thị Như Ý      | 20   | 966         | 1,67 m (5 ft 5+1⁄2 in) | Thừa Thiên Huế        |                                                  |
| 3   | Bùi Thị Thu Trang     | 18   | 932         | 1,65 m (5 ft 5 in)     | Hòa Bình              |                                                  |
| 4   | Võ Hoàng Phương Xuyến | 19   | 988         | 1,66 m (5 ft 5+1⁄2 in) | Phú Yên               |                                                  |
| 5   | Hoàng Bích Ngọc Ánh   | 19   | 086         | 1,67 m (5 ft 5+1⁄2 in) | Hà Nội                |                                                  |
| 6   | Đồng Ánh Quỳnh        | 19   | 980         | 1,67 m (5 ft 5+1⁄2 in) | Hà Nội                |                                                  |
| 7   | Nguyễn Lâm Diễm Trang | 23   | 858         | 1,67 m (5 ft 5+1⁄2 in) | Vĩnh Long             | Á hậu 2 Người đẹp có gương mặt đẹp nhất          |
| 8   | Nguyễn Ngọc Mai       | 20   | 718         | 1,69 m (5 ft 6+1⁄2 in) | Hà Nội                |                                                  |
| 9   | Huỳnh Hồng Khai       | 21   | 318         | 1,66 m (5 ft 5+1⁄2 in) | Bạc Liêu              |                                                  |
| 10  | Từ Cao Thanh Thủy     | 19   | 890         | 1,66 m (5 ft 5+1⁄2 in) | Kiên Giang            |                                                  |
| 11  | Tạ Thanh Huyền        | 18   | 595         | 1,67 m (5 ft 5+1⁄2 in) | Tuyên Quang           |                                                  |
| 12  | Phạm Thị Mỹ Hạnh      | 21   | 399         | 1,66 m (5 ft 5+1⁄2 in) | Tuyên Quang           |                                                  |
| 13  | Đỗ Thị Huệ            | 23   | 532         | 1,71 m (5 ft 7+1⁄2 in) | Quảng Ninh            | Top 10 Người đẹp được bình chọn nhiều nhất       |
| 14  | Đỗ Thùy Dương         | 23   | 138         | 1,66 m (5 ft 5+1⁄2 in) | Hà Nội                |                                                  |
| 15  | Nguyễn Thị Bảo Như    | 22   | 680         | 1,69 m (5 ft 6+1⁄2 in) | Kiên Giang            | Top 10                                           |
| 16  | Nguyễn Thị Hà Vy      | 20   | 986         | 1,67 m (5 ft 5+1⁄2 in) | Thừa Thiên Huế        |                                                  |
| 17  | Nguyễn Huỳnh Trúc Mai | 19   | 491         | 1,7 m (5 ft 7 in)      | Cần Thơ               | Top 10 Người đẹp áo dài                          |
| 18  | Nguyễn Thụy Quỳnh Thư | 21   | 883         | 1,68 m (5 ft 6 in)     | Thành phố Hồ Chí Minh |                                                  |
| 19  | Nguyễn Thị Phương Anh | 19   | 095         | 1,69 m (5 ft 6+1⁄2 in) | Quảng Ninh            |                                                  |
| 20  | Vũ Thu Thảo           | 21   | 923         | 1,69 m (5 ft 6+1⁄2 in) | Quảng Ninh            |                                                  |
| 21  | Nguyễn Thị Thu Hà     | 22   | 395         | 1,68 m (5 ft 6 in)     | Hà Giang              |                                                  |
| 22  | Nguyễn Thanh Tú       | 19   | 268         | 1,69 m (5 ft 6+1⁄2 in) | Hà Nội                | Top 5 Người đẹp có làn da đẹp nhất               |
| 23  | Lã Thị Kiều Anh       | 21   | 099         | 1,74 m (5 ft 8+1⁄2 in) | Thanh Hóa             | Top 5 Người đẹp tài năng                         |
| 24  | H'Ăng Niê             | 22   | 626         | 1,71 m (5 ft 7+1⁄2 in) | Đắk Lắk               |                                                  |
| 25  | Nguyễn Thị Lệ Nam Em  | 18   | 294         | 1,71 m (5 ft 7+1⁄2 in) | Tiền Giang            |                                                  |
| 26  | Phạm Thùy Trang       | 19   | 116         | 1,7 m (5 ft 7 in)      | Hòa Bình              |                                                  |
| 27  | Lê Thị Ngân Hà        | 21   | 123         | 1,7 m (5 ft 7 in)      | Gia Lai               |                                                  |
| 28  | Nguyễn Thị Hà         | 20   | 316         | 1,71 m (5 ft 7+1⁄2 in) | Quảng Bình            | Người đẹp có mái tóc đẹp nhất                    |
| 29  | Phạm Thị Ngọc Quý     | 19   | 789         | 1,75 m (5 ft 9 in)     | Thành phố Hồ Chí Minh |                                                  |
| 30  | Nguyễn Trần Huyền My  | 19   | 289         | 1,74 m (5 ft 8+1⁄2 in) | Hà Nội                | Á hậu 1 Người đẹp mặc trang phục dạ hội đẹp nhất |
| 31  | Tạ Hoàng Diễm Hương   | 21   | 393         | 1,76 m (5 ft 9+1⁄2 in) | Bình Phước            |                                                  |
| 32  | Huỳnh Ý Nhi           | 22   | 615         | 1,71 m (5 ft 7+1⁄2 in) | Bà Rịa – Vũng Tàu     |                                                  |
| 33  | Đỗ Trần Khánh Ngân    | 20   | 588         | 1,7 m (5 ft 7 in)      | Đồng Nai              |                                                  |
| 34  | Trang Trần Diễm Quỳnh | 21   | 716         | 1,76 m (5 ft 9+1⁄2 in) | Thành phố Hồ Chí Minh | Top 10                                           |
| 35  | Nguyễn Trần Khánh Vân | 19   | 990         | 1,73 m (5 ft 8 in)     | Thành phố Hồ Chí Minh |                                                  |
| 36  | Nguyễn Thùy Linh      | 19   | 468         | 1,72 m (5 ft 7+1⁄2 in) | Đồng Nai              |                                                  |
| 37  | Nguyễn Cao Kỳ Duyên   | 18   | 283         | 1,73 m (5 ft 8 in)     | Nam Định              | Hoa hậu Việt Nam 2014 Người đẹp biển             |
| 38  | Phạm Thị Hương        | 23   | 242         | 1,74 m (5 ft 8+1⁄2 in) | Hải Phòng             | Top 10                                           |
| 39  | Phạm Mỹ Linh          | 23   | 494         | 1,71 m (5 ft 7+1⁄2 in) | Hà Nội                | Rút lui trước đêm chung kết vì lý do cá nhân     |
| 40  | Huỳnh Thị Thùy Vân    | 22   | 983         | 1,72 m (5 ft 7+1⁄2 in) | Bình Định             | Rút lui trước đêm chung kết vì lý do cá nhân     |

### Top 20 thí sinh chung khảo phía Bắc[3]
| STT | Họ và tên thí sinh    | Tuổi | Số báo danh | Chiều cao               | Quê quán              | Ghi chú                                        |
| --- | --------------------- | ---- | ----------- | ----------------------- | --------------------- | ---------------------------------------------- |
| 1   | Ngô Minh Hòa          | 20   | 492         | 1,63 m (5 ft 4 in)      |                       |                                                |
| 2   | Phạm Diệu Linh        | 20   | 618         | 1,63 m (5 ft 4 in)      |                       |                                                |
| 3   | Nguyễn Thị Ngọc Ánh   | 20   | 196         | 1,65 m (5 ft 5 in)      |                       |                                                |
| 4   | Lê Ngọc Anh           | 18   | 091         | 1,64 m (5 ft 4+1⁄2 in)  | Hà Nội                |                                                |
| 5   | Nguyễn Thị My Ly      | 21   | 757         | 1,67 m (5 ft 5+1⁄2 in)  | Thái Nguyên           |                                                |
| 6   | Nguyễn Thúy Ngân      | 20   | 899         | 1,63 m (5 ft 4 in)      |                       |                                                |
| 7   | Hoàng Lê Khánh Vy     | 19   | 339         | 1,63 m (5 ft 4 in)      |                       |                                                |
| 8   | Đỗ Mỹ Linh            | 18   | 285         | 1,71 m (5 ft 7+1⁄2 in)  | Hải Phòng             | Rút lui trước đêm chung khảo vì lý do sức khỏe |
| 9   | Nguyễn Phương Mai     |      | 777         |                         |                       | Rút lui trước đêm chung khảo vì lý do sức khỏe |
| 10  | Bùi Thị Thảo Phương   | 19   |             | 1,81 m (5 ft 11+1⁄2 in) | Ninh Bình             |                                                |
| 11  | Thạch Thị Tú Khanh    | 21   | 323         | 1,64 m (5 ft 4+1⁄2 in)  | Bạc Liêu              |                                                |
| 12  | Lý Thị Xuân Mai       | 22   | 518         | 1,67 m (5 ft 5+1⁄2 in)  |                       |                                                |
| 13  | Phạm Huỳnh Na         | 19   | 591         | 1,66 m (5 ft 5+1⁄2 in)  | Thành phố Hồ Chí Minh |                                                |
| 14  | Trương Mỹ Nhân        | 19   | 636         | 1,75 m (5 ft 9 in)      | Thành phố Hồ Chí Minh |                                                |
| 15  | Phạm Nguyễn Như Quỳnh | 20   | 768         | 1,72 m (5 ft 7+1⁄2 in)  |                       |                                                |
| 16  | Giang Thị Kim Thanh   | 21   | 808         | 1,67 m (5 ft 5+1⁄2 in)  | Bình Dương            |                                                |
| 17  | Nguyễn Thị Cẩm Tiên   | 20   | 869         | 1,68 m (5 ft 6 in)      | Đồng Tháp             |                                                |
| 18  | Nguyễn Thị Anh Trang  | 22   | 919         | 1,68 m (5 ft 6 in)      | Bạc Liêu              |                                                |
| 19  | Trần Phương Tuyền     | 19   |             | 1,66 m (5 ft 5+1⁄2 in)  | Bạc Liêu              |                                                |
| 20  | Hoàng Lê Khánh Vy     | 18   | 339         | 1,69 m (5 ft 6+1⁄2 in)  | Hà Nội                |                                                |

### Top 19 thí sinh chung khảo phía Nam[4]
| STT | Họ và tên thí sinh    | Tuổi | Số báo danh | Chiều cao              | Quê quán              | Ghi chú |
| --- | --------------------- | ---- | ----------- | ---------------------- | --------------------- | ------- |
| 1   | Bùi Tú Anh            | 24   | 058         | 1,70 m (5 ft 7 in)     | Kiên Giang            |         |
| 2   | Phương Tiểu Bình      | 21   | 066         | 1,68 m (5 ft 6 in)     | Khánh Hòa             |         |
| 3   | Nguyễn Thị Quỳnh Châu | 22   | 008         | 1,67 m (5 ft 5+1⁄2 in) | Thừa Thiên-Huế        |         |
| 4   | Đặng Thị Thùy Dung    | 23   | 016         | 1,71 m (5 ft 7+1⁄2 in) | Bình Định             |         |
| 5   | Nguyễn Thị Thu Hà     | 23   | 108         | 1,70 m (5 ft 7 in)     | Phú Quốc              |         |
| 6   | Hoàng Thị Hạnh        | 22   | 129         | 1,72 m (5 ft 7+1⁄2 in) | Nghệ An               |         |
| 7   | Dương Khả Hua         | 19   | 237         | 1,65 m (5 ft 5 in)     | Bạc Liêu              |         |
| 8   | Đỗ Bá Huệ             | 18   | 292         | 1,66 m (5 ft 5+1⁄2 in) | Thành phố Hồ Chí Minh |         |
| 9   | Nguyễn Dương Huyền    | 21   | 389         | 1,70 m (5 ft 7 in)     | Thành phố Hồ Chí Minh |         |
| 10  | Thạch Thị Tú Khanh    | 21   | 323         | 1,64 m (5 ft 4+1⁄2 in) | Bạc Liêu              |         |
| 11  | Lý Thị Xuân Mai       | 22   | 518         | 1,67 m (5 ft 5+1⁄2 in) | Thành phố Hồ Chí Minh |         |
| 12  | Phạm Huỳnh Na         | 19   | 591         | 1,66 m (5 ft 5+1⁄2 in) | Thành phố Hồ Chí Minh |         |
| 13  | Trương Mỹ Nhân        | 19   | 636         | 1,75 m (5 ft 9 in)     | Thành phố Hồ Chí Minh |         |
| 14  | Phạm Nguyễn Như Quỳnh | 20   | 768         | 1,72 m (5 ft 7+1⁄2 in) | Thành phố Hồ Chí Minh |         |
| 15  | Giang Thị Kim Thanh   | 21   | 808         | 1,67 m (5 ft 5+1⁄2 in) | Bình Dương            |         |
| 16  | Nguyễn Thị Cẩm Tiên   | 20   | 869         | 1,68 m (5 ft 6 in)     | Đồng Tháp             |         |
| 17  | Nguyễn Thị Anh Trang  | 22   | 919         | 1,68 m (5 ft 6 in)     | Bạc Liêu              |         |
| 18  | Trần Phương Tuyền     | 19   | 966         | 1,66 m (5 ft 5+1⁄2 in) | Bạc Liêu              |         |
| 19  | Bùi Thị Như Ý         | 20   | 928         | 1,69 m (5 ft 6+1⁄2 in) | Long An               |         |

## Phần thi ứng xử

### Lã Thị Kiều Anh
- Câu hỏi: "Theo bạn, cuộc sống của ai dễ dàng hơn: phụ nữ hay nam giới?"
- Trả lời: "Dù là đàn ông hay phụ nữ đều có trách nhiệm và thiên trách riêng, Đối với em, có bổn phận hoàn thiện bản thân thông qua việc học tập và rèn luyện trau dồi bản thân, bồi dưỡng về tâm hồn. Ngoài ra, mỗi người cần có một cái tâm sáng, tâm sáng sẽ làm cho vẻ đẹp trí tuệ và vẻ đẹp ngoại hình ngày càng lấp lánh và tỏa sáng hơn. Bản thân em được tạo hóa ban cho là người phụ nữ, em cảm ơn và tự hào vì thượng đế ban vì điều này. Em sẽ cố gắng có trách nhiệm để trở thành một người phụ nữ hoàn hảo cả về nhan sắc và trí tuệ tâm hồn này."

### Nguyễn Cao Kỳ Duyên
- Câu hỏi: "Theo bạn, điều gì làm người con gái Việt Nam không bị lẫn với những cô gái khác trên thế giới?"
- Trả lời: "Theo em, điều làm nên sự khác biệt ở phụ nữ Việt Nam đó là sự hy sinh. Từ nhỏ em đã được nghe kể về những người phụ nữ Việt Nam anh hùng, sẵn sàng hy sinh để chồng, con ra chiến trận và luôn dành hết tâm sức cho chồng con. Bên cạnh đó, phụ nữ Việt Nam còn sở hữu vẻ đằm thắm, dịu dàng và nét duyên ngầm."

### Nguyễn Lâm Diễm Trang
- Câu hỏi: "Bạn suy nghĩ gì về xu hướng tôn thờ thần tượng thái quá của một bộ phận giới trẻ hiện nay?"
- Trả lời: "Là một trong những người trẻ, trong những bước đầu, cần phải có định hướng, khi đó, thần tượng thực sự có ích để người trẻ noi theo và thành công như thần tượng. Khi chúng ta thần tượng ai, chúng ta phải xem xét thần tượng vì điều gì, phải cân nhắc thật kỹ, phải có bản lĩnh để lựa chọn cho mình một thần tượng tốt và đúng để có thể thành công trong cuộc sống".

### Nguyễn Thanh Tú
- Câu hỏi: "Nhiều người cho rằng một người phụ nữ đẹp cần hội tụ hai yếu tố đó chính là hình thức và trí tuệ. Theo bạn, người phụ nữ đó đã xứng đáng trở thành hoa hậu hay chưa? Và tại sao?"
- Trả lời: "Vẻ đẹp hình thức và trí tuệ là vô cùng quan trọng, thế nhưng vẻ đẹp quan trọng nhất là vẻ đẹp tâm hồn, giống như lời bài hát: "Sống trong đời sống, cần có một tấm lòng". Khi có tấm lòng, chúng ta có thể làm vẻ đẹp hình thức và trí tuệ hội tụ với nhau và khiến cho vẻ đẹp người phụ nữ trở nên tỏa sáng hơn".

### Nguyễn Trần Huyền My
- Câu hỏi: "Trong vòng chung kết, em đã mặc chiếc áo cờ đỏ sao vàng và cùng các thí sinh khác hát bài "Tổ quốc gọi tên mình". Em nghĩ vì về khoảnh khắc đó?"
- Trả lời: "Đến bây giờ em vẫn nhớ nguyên cảm giác xúc động khi được mặc chiếc áo cờ đỏ sao vàng, cùng các thí sinh hát ca khúc về tổ quốc ở một địa danh như Phú Quốc, đó là lời khẳng định của 38 thí sinh tham gia vòng chung kết Hoa hậu Việt Nam 2014 tiếp bước truyền thống của người phụ nữ Việt Nam: anh hùng, bất khuất, trung hậu, đảm đang để có thể bảo vệ lãnh thổ, biển đảo Tổ quốc thiêng liêng này".

## Thông tin thí sinh
- Nguyễn Cao Kỳ Duyên: Được mời làm đại diện Việt Nam tại Hoa hậu Trái Đất 2016 nhưng không tham gia vì lý do cá nhân, Huấn luyện viên The Look Vietnam 2017, Huấn luyện viên Siêu mẫu Việt Nam 2018, Top 4 Cuộc đua kỳ thú 2019 cùng siêu mẫu Minh Triệu, Huấn luyện viên Hoa hậu Thể thao Việt Nam 2022, Huấn luyện viên The Face Vietnam 2023, Đăng quang Miss Universe Vietnam 2024 cùng giải phụ "Người đẹp được yêu thích nhất", Top 30 Hoa hậu Hoàn vũ 2024 cùng giải phụ (Top 3 Trang phục dân tộc đẹp nhất, Top 20 Best Make-Up).
- Nguyễn Trần Huyền My: Đại diện Việt Nam tại Asian Super Model Contest 2011 và đạt giải phụ Siêu mẫu ăn ảnh, Top 10 Hoa hậu Hòa bình Quốc tế 2017 cùng các giải phụ (Top 10 Best National Costume, Miss Healthy & Beauty by Dr. Thanh).
- Nguyễn Lâm Diễm Trang: Hoa hậu Tuổi Teen Việt Nam 2010, Nữ hoàng Cà phê Việt Nam 2013, Hiện đang là MC và là Biên tập viên của Đài truyền hình Việt Nam, từng được chỉ định làm đại diện Việt Nam tại Hoa hậu Hoàn vũ 2014 nhưng đã rút lui do thiếu thời gian chuẩn bị.
- Phạm Thị Hương: Top 8 Vietnam's Next Top Model 2010, Giải nhất Thần tượng Thời trang F-Idol 2011, Top 5 Ngôi sao Người mẫu Ngày mai 2012, Giải Khuyến khích Nữ hoàng Trang sức Việt Nam 2013, Dự thi Hoa hậu Đông Nam Á 2013 nhưng không có giải, Á hậu 1 Hoa hậu Thể thao Thế giới 2014. Đăng quang Hoa hậu Hoàn vũ Việt Nam 2015 cùng giải phụ "Người đẹp Biển", Đại diện Việt Nam tại Hoa hậu Hoàn vũ 2015 nhưng không có thành tích gì, Huấn luyện viên của cuộc thi The Face Vietnam 2016, The Look Vietnam 2017, Giám khảo cố vấn Tôi là Hoa hậu Hoàn vũ Việt Nam 2017.
- Nguyễn Thị Lệ Nam Em: Đăng quang Hoa hậu Đồng bằng sông Cửu Long 2015 cùng giải phụ "Người đẹp Tài năng", đại diện Việt Nam tham gia Hoa hậu Toàn cầu 2015 nhưng rút lui vào phút chót vì lý do công việc, Top 10 Hoa hậu Hoàn vũ Việt Nam 2015, đăng ký tham gia Hoa hậu Việt Nam 2016 nhưng rút lui trước vòng sơ khảo vì lý do cá nhân, Top 8 Hoa hậu Trái Đất 2016 và các giải phụ (Miss Photogenic, 1st Runner-up Miss Talent - Group 1, 1st Runner-up Long Gown Competition - Group 1, Top 3 Miss Eco Video), Top 10 Hoa hậu Thế giới Việt Nam 2022 cùng các giải phụ (Người đẹp Truyền thông - Vòng Chung khảo, Top 5 Người đẹp Tài năng, Top 16 Người đẹp Du lịch, Người đẹp Truyền thông - Vòng Chung kết, Người đẹp được yêu thích nhất - Vòng Chung kết).
- Hoàng Bích Ngọc Ánh: Top 45 Hoa hậu Hoàn vũ Việt Nam 2015.
- Lý Thị Xuân Mai: Hoa hậu Tuổi Teen Việt Nam 2009.
- Phương Tiểu Bình: Top 28 Hoa hậu Đại dương Việt Nam 2014, Top 45 Hoa hậu Hoàn vũ Việt Nam 2015.
- Nguyễn Trần Khánh Vân: Đăng quang Hoa khôi Áo dài Nữ sinh Việt Nam 2013, Á khôi 2 Miss Ngôi sao 2014, Top 10 Hoa hậu Hoàn vũ Việt Nam 2015 cùng giải phụ "Người đẹp Áo dài", Giải Bạc Siêu mẫu Việt Nam 2018, Đăng quang Hoa hậu Hoàn vũ Việt Nam 2019 cùng các giải phụ (Best Catwalk, Người đẹp Áo dài), chiến thắng giải bình chọn từ khán giả và lọt thẳng vào Top 21 Hoa hậu Hoàn vũ 2020.
- Đỗ Mỹ Linh: Top 15 Hoa hậu Hoàn vũ Việt Nam 2015, Đăng quang Hoa hậu Việt Nam 2016, Top 40 Hoa hậu Thế giới 2017 cùng các giải phụ (Head-to-Head Challenge Winner, Beauty with a Purpose Winner, Top 10 Multimedia, Top 10 People's Choice Award), Á quân Cuộc đua kỳ thú 2019, hiện đang làm MC tại VTV.
- Phạm Mỹ Linh: Quán quân Én Vàng 2014.
- Nguyễn Thị My Ly: Giải nhất Người đẹp Xứ Trà 2013.
- Nguyễn Thị Thu Hà: Top 22 Miss Ngôi sao 2013.
- Nguyễn Huỳnh Trúc Mai: Á hậu 1 Hoa hậu Đồng bằng sông Cửu Long 2015.
- Nguyễn Ngọc Mai: Top 70 Hoa hậu Hoàn vũ Việt Nam 2015 nhưng rút lui trước đêm bán kết vì lý do cá nhân.
- Hoàng Thị Hạnh: Đăng quang Người đẹp làng Vạc 2012, Người đẹp làng Sen 2012, Top 18 Hoa hậu Các Dân tộc Việt Nam 2013, Á khôi 1 Miss Hanoi Model 2014, tham gia Vietnam's Next Top Model 2014 và dừng chân sau vòng sơ khảo, Đăng quang Hoa khôi Thời trang Việt Nam 2015, Top 45 Hoa hậu Hoàn vũ Việt Nam 2015, đoạt Á hậu 1 Hoa hậu Sắc đẹp Châu Á 2017, tham gia Cuộc đua kỳ thú 2019 cùng người mẫu, nam vương Lương Gia Huy và dừng chân sau tập 6, đại diện Việt Nam tại Hoa hậu Trái Đất 2019 và đoạt các giải thưởng phụ (Best Resort Wear - WATER Group, 3rd Runner-up National Costume Competition - Asia & Oceania, 3rd Runner-up Miss Congeniality - WATER Group).
- Phạm Thị Ngọc Quý: Giải nhất Teen Model 2010, Top 10 Hoa hậu Hoàn vũ Việt Nam 2015, Giải Bạc Siêu mẫu Việt Nam 2015, Top 5 Hoa hậu Bản sắc Việt Toàn cầu 2016 cùng giải phụ "Người đẹp Áo dài", rút lui khỏi Hoa hậu Hoàn vũ Việt Nam 2017.
- Trương Mỹ Nhân: Tham gia Miss Teen Việt Nam 2012, Á quân The Face Vietnam 2017 - team Trần Ngọc Lan Khuê, Á hậu 1 Hoa hậu Siêu quốc gia Việt Nam 2018.
- Nguyễn Thị Bảo Như: Từng lọt vào chung kết Miss Ngôi Sao 2014, Hoa khôi Kiên Giang 2014, dự thi Hoa hậu ASEAN 2014 nhưng không có thành tích gì, Top 45 Hoa hậu Hoàn vũ Việt Nam 2015 nhưng rút lui trước đêm Chung kết vì lý do sức khỏe, Á hậu 1 Hoa hậu Biển Việt Nam 2016, đại diện Việt Nam thi Hoa hậu Liên lục địa 2016 nhưng không có thành tích gì.
- Phạm Thùy Trang: Đăng quang Hoa hậu Biển Việt Nam 2016.
- Bùi Thị Như Ý: Top 45 Hoa hậu Hoàn vũ Việt Nam 2015, Đăng quang Hoa hậu Sắc đẹp Việt Toàn cầu 2017.
- Đỗ Trần Khánh Ngân: Top 15 Hoa hậu Hoàn vũ Việt Nam 2015 cùng giải phụ "Người đẹp Ảnh", Á quân The Face Vietnam 2016 - team Phạm Hương, Đăng quang Hoa khôi Du lịch Việt Nam 2017 và Hoa hậu Hoàn cầu 2017.
- H'Ăng Niê: Top 6 Hoa hậu các dân tộc Việt Nam 2011 cùng giải phụ Thí sinh có Hình thể đẹp nhất, Top 18 Hoa hậu các dân tộc Việt Nam 2013, Top 20 Người đẹp Phụ nữ thời đại qua ảnh 2014, Top 45 Hoa hậu Hoàn vũ Việt Nam 2015, Top 27 Siêu mẫu Việt Nam 2015 cùng giải phụ Siêu mẫu có thể hình đẹp nhất, Top 36 Hoa hậu Việt Nam 2016, Top 15 Hoa hậu Đại dương Việt Nam 2017, Á quân 1 Người mẫu Thời trang Việt Nam 2018, Á hậu 2 Hoa hậu Siêu mẫu Thế giới 2018 (Miss World Next Top Model).
- Bùi Thị Thảo Phương: Tham gia Vietnam's Next Top Model 2014 và dừng chân sau vòng sơ khảo, Top 45 Hoa hậu Hoàn vũ Việt Nam 2015, Top 40 Hoa hậu Bản sắc Việt Toàn cầu 2016, Giải Bạc Siêu mẫu Việt Nam 2018.
- Huỳnh Ý Nhi: Từng lọt vào Chung kết Miss Ngôi sao 2014, Top 27 Siêu mẫu Việt Nam 2015.
- Lê Thị Ngân Hà (Lê Hà): Siêu mẫu châu Á Triển vọng, Top 5 The Face Vietnam 2016 - team Hồ Ngọc Hà.
- Nguyễn Thùy Linh: Top 45 Hoa hậu Hoàn vũ Việt Nam 2015, Top 10 Hoa hậu Việt Nam 2016.
- Đồng Ánh Quỳnh: Á khôi 1 Hoa khôi Sinh viên Việt Nam 2013, Á quân The Face Vietnam 2017 - team Minh Tú. Tham gia Chị Đẹp Đạp Gió 2024.
- Bùi Thị Thu Trang: Top 10 Hoa hậu Bản sắc Việt toàn cầu 2016, Top 15 Hoa hậu Biển Việt Nam Toàn cầu 2018.
- Võ Hồng Ngọc Huệ: Top 12 Hot V-teen 2013, Top 70 Hoa hậu Hoàn vũ Việt Nam 2015 nhưng rút lui trước đêm bán kết vì lý do cá nhân.

## Dự thi quốc tế
| Cuộc thi                        | Tên                   | Danh hiệu           | Thứ hạng                   | Giải thưởng đặc biệt                                                                                                |
| ------------------------------- | --------------------- | ------------------- | -------------------------- | --- |
| Asian Super Model Contest 2011  | Nguyễn Trần Huyền My  | Á hậu 1             | Không đạt giải             | Không |
| Miss Grand International 2017   | Nguyễn Trần Huyền My  | Á hậu 1             | Top 10                     | Top 10 Best National Costume Miss Healthy & Beauty by Dr. Thanh                                                     |
| Miss ASEAN 2013                 | Phạm Thị Hương        | Top 10              | Không đạt giải             | Không |
| Miss World Sport 2014           | Phạm Thị Hương        | Top 10              | 1st Runner-up              | Không |
| Miss Universe 2015              | Phạm Thị Hương        | Top 10              | Không đạt giải             | Không |
| Miss ASEAN 2014                 | Nguyễn Thị Bảo Như    | Top 10              | Không đạt giải             | Không |
| Miss Intercontinental 2016      | Nguyễn Thị Bảo Như    | Top 10              | Không đạt giải             | Không |
| Miss Earth 2016                 | Nguyễn Thị Lệ Nam Em  | Top 40              | Top 8                      | Miss Photogenic 1st Runner-up Miss Talent 1st Runner-up Long Gown Competition Top 3 Best Eco Video                  |
| The Miss Globe 2017             | Đỗ Trần Khánh Ngân    | Top 40              | The Miss Globe             | Top 5 Miss Popular Vote Top 8 Miss Talent                                                                           |
| Miss Asia Beauty 2017           | Hoàng Thị Hạnh        | Chung khảo phía Nam | 1st Runner-Up              | Không |
| Miss Earth 2019                 | Hoàng Thị Hạnh        | Chung khảo phía Nam | Không đạt giải             | Best Resort Wear 3rd Runner-up Best National Costume (Asia & Oceania) 3rd Runner-up Miss Congeniality (WATER Group) |
| Miss Vietnam Beauty Global 2017 | Bùi Thị Như Ý         | Chung khảo phía Nam | Miss Vietnam Beauty Global | Không |
| Miss World Next Top Model 2018  | H'Ăng Niê             | Top 40              | 2nd Runner-up              | Không |
| Miss Universe 2020              | Nguyễn Trần Khánh Vân | Top 40              | Top 21                     | People's Choice |
| Miss Universe 2024              | Nguyễn Cao Kỳ Duyên   | Hoa hậu             | Top 30                     | Top 20 Best Make-Up Top 3 Best National Costume                                                                     |